# Ursula Lackner

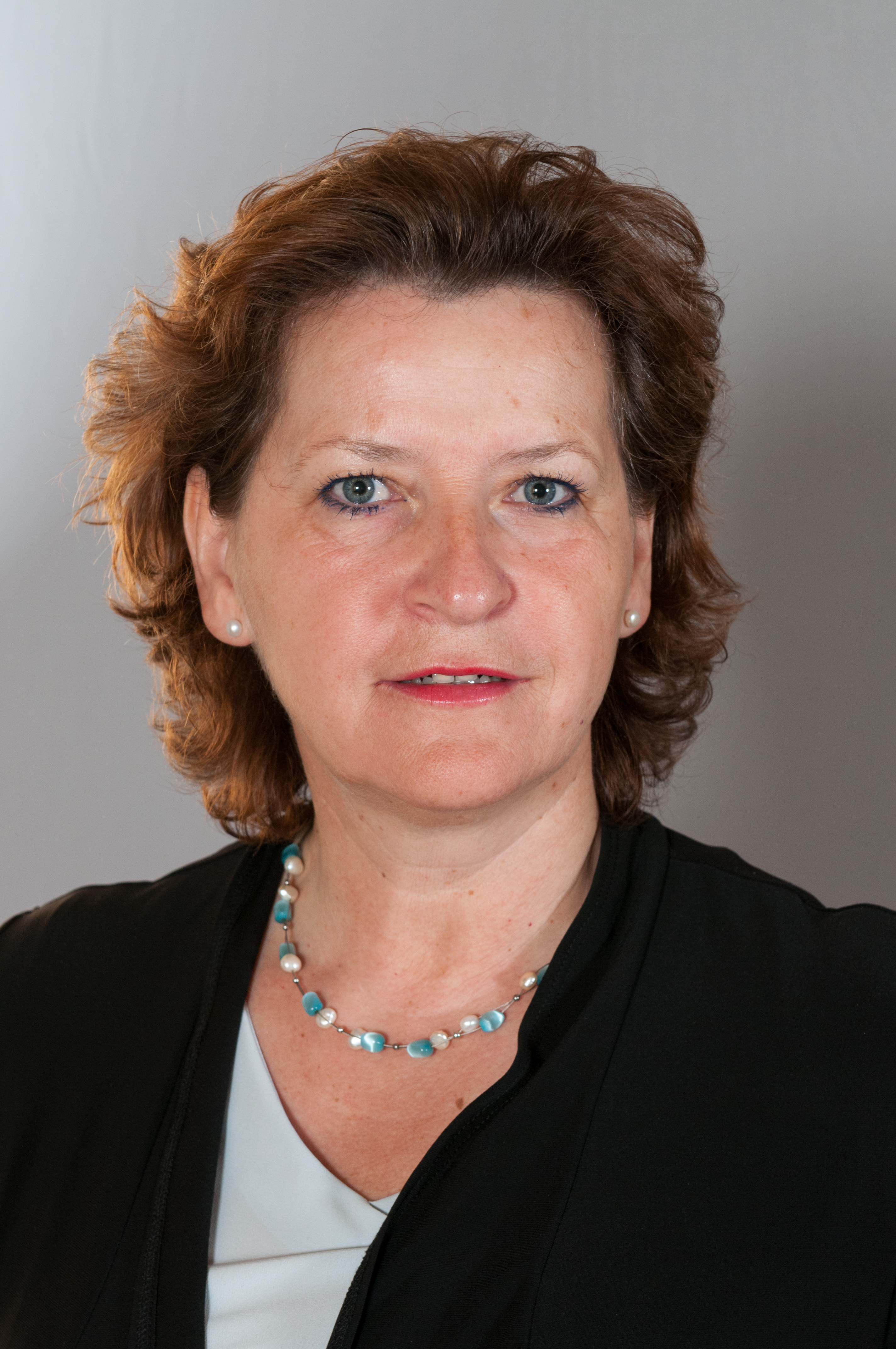
Ursula Lackner (2016)

Ursula Lackner (* 1960 in Graz) ist eine österreichische Politikerin (SPÖ) und Landesbedienstete. Sie war ab 2000 Abgeordnete zum Steiermärkischen Landtag, ab 21. Oktober 2010 Dritte Landtagspräsidentin und ab 22. Jänner 2013 Zweite Landtagspräsidentin. Vom 16. Juni 2015 bis zum 18. Dezember 2024 war sie Landesrätin der Landesregierung Schützenhöfer I bzw. Schützenhöfer II.

## Leben
Lackner besuchte nach der Volks- und Hauptschule Elisabeth in Graz das Bundesoberstufenrealgymnasium Hasnerplatz, das sie mit der Matura abschloss. Sie studierte in der Folge Deutsch und Geschichte/Sozialkunde im Lehramt an der Universität Graz und absolvierte ihr Probejahr am BG/BRG Oeverseegasse. Danach folgte Geschäftsführung und Projektleitung bei ISOP Steiermark. 1992 übernahm sie die Geschäftsführung der SPÖ Graz-Umgebung, wechselte 1996 in das politische Büro von LR Günter Dörflinger als Referentin für Jugendangelegenheiten. Von 2001 bis 2010 war sie im Steiermärkischen Landesarchiv beschäftigt.

## Politik
Seit dem Jahr 2000 vertritt Lackner die SPÖ im Landtag. Sie war zudem von 2002 bis 2004 Landesvorsitzende der Kinderfreunde Steiermark und übernahm 2001 das Amt der stellvertretenden Bezirksvorsitzenden der SPÖ Graz-Umgebung. Lackner war Bereichssprecherin für Gesundheit und Krankenanstalten des SPÖ-Landtagsklubs. Von 21. Oktober 2010 bis 21. Jänner 2013 war sie die Dritte Präsidentin im Landtag Steiermark. Ab 22. Jänner 2013 war sie die Zweite Präsidentin im Landtag Steiermark.
Lackner ist seit 16. Juni 2015 Landesrätin für die Bereiche Jugend, Bildung, Familie und Frauen in der Landesregierung Schützenhöfer I, seit 17. Dezember 2019 Landesrätin für Umwelt, Klimaschutz, Energie, Regionalentwicklung und Raumordnung in der Landesregierung Schützenhöfer II.